# San Lawrenz
San Lawrenz es uno de los sesenta y ocho consejos locales que conforman la actual organización territorial de la República de Malta, la cual entró en vigencia en el año 1993.

## Territorio y demografía
La superficie de este consejo local maltés, localizado en la isla de Gozo, abarca una extensión de territorio de unos 3,6 kilómetros cuadrados de superficie. La población de esta división administrativa se encuentra compuesta por un total de 599 personas (según las cifras que arrojaron el censo llevado a cabo en el año 2002). Mientras que su densidad poblacional es de 166 habitantes por cada kilómetro cuadrado aproximadamente.

Costa de San Lawrenz.